# Torian mitchell
Torian Mitchell, hermana de Logan Mitchell en la serie estadounidense Big Time Rush, que se transmite en el canal Nickelodeon. Interpretada por Victoria Henderson. Torian es dulce, inteligente y talentosa, aunque también tiene su carácter. Es la guitarrista de la banda de la cual su hermano es miembro. Vive con los 4 chicos en el Palm Wood's, en el modernizado departamento 2J. Natal de Minnesota al igual que sus compañeros de aventuras y viajes musicales: Logan, Kendall, James y Carlos.
Es introvertida en cuanto a su relación amorosa. Está enamorada de su mejor amigo James Diamond desde los 7 años. Su relación solo aflota durante 10 capítulos. Comienza en el capítulo "Big Time Graduation" cuando se da cuenta de que tiene cesol de Zac Efron (estrella invitada) de salir con Tori, y se enamora de ella. El puesto de galán de su novio James siempre la deja a segundo puesto, en el capítulo "Big Time Situasion" Tori decide irse de la ciudad porque: "Me siento invisible, y no seré tu segunda opción otra vez James, esta vez no"- Torian. Los chicos le dedican "Invisible" canción debutada en el 2.º álbum de la banda BTR: "Elevate". Al final del capítulo Tori se va en un avión hacia Minnesota, su ciudad natal, pero al llegar se encuentra con James en su casa, le pide que vuelva a LA porque: "Te necesito, la banda te necesita. No tienes que ser mi segunda opción en amor.. Pero siempre serás la primera en amistad"-James. Su relación terminó y continuó como amigos.
Mejor amiga de Jo Taylor (novia de Kendall Knight) y Camille (novia de Logan Mitchell). Torian era fanática del romance entre Jo y Kendall. En el episodio "Big Time Decision" ella se enfada con Kendall por romper la promesa de esperar a Jo.

## Datos Personales
- Nombre completo: Torian Peny Mitchell
- Edad: 16 años
- Ciudad natal: Minnesota
- Color de pelo: Castaño rojizo
- Color de ojos: Cafés
- Interpretado por: Victoria Henderson

- Datos: Q6149143